# Tirat Karmel
Tirat Karmel (hebrejsky טִירַת כַּרְמֶל‎, doslova „Karmelský Hrad“, v oficiálním přepisu do angličtiny Tirat Karmel, přepisováno též Tirat Carmel) je město v Izraeli, v Haifském distriktu.

## Dějiny
Na místě nynějšího města Tirat Karmel se nacházelo menší arabské město at-Tíra (arabsky: الطيرة‎), které bylo v době křížových výprav známo jako St. Johan de Tire. Roku 1948 zde žilo 6113 obyvatel a fungovaly tu dvě základní školy (dívčí a chlapecká). V červenci 1948, během první arabsko-izraelské války dobyly vesnici židovské síly a místní arabské obyvatelstvo bylo vysídleno, přičemž ženy a děti byly evakuovány již dříve. Vesnice pak byla z větší částí zbořena a do současnosti z ní stojí jen budova školy a tři původní domy.
Ovládnutí at-Tíry bylo pro židovské síly důležité, protože místní Arabové odtud kontrolovali a narušovali provoz na klíčové silnici Tel Aviv – Haifa.
Na místě opuštěného arabského města vzniklo už roku 1949 židovské sídlo Tirat Karmel. To bylo roku 1951 povýšeno na místní radu (malé město) a roku 1992 získal Tirat Karmel statut města.

## Geografie
Leží v nadmořské výšce 60 m v Izraelské pobřežní planině, na západním úbočí masivu Karmel přibližně 35 km severně od města Chadera, 80 km severoseverovýchodně od centra Tel Avivu a 5 km jihojihozápadně od centra Haify.
Z Karmelu k městu stékají hlubokými údolími četná vádí, zejména Nachal Galim, do kterého tu na okraji města ústí i vádí Nachal Oranit a Nachal Neder. Severní části města protéká vádí Nachal Ovadja s přítokem Nachal Tira.
Nachází se na východním okraji intenzivně zemědělsky využívaného pobřežního pásu, který je odděluje v šířce 2 km od pobřeží Středozemního moře. Urbanisticky je Tirat Karmel volnou součástí aglomerace Haify. Osídlení v tomto regionu je v naprosté většině židovské.
Tirat Karmel je na dopravní síť napojen pomocí dvou paralelně vedených severojižních tahů: dálnice číslo 4 a dálnice číslo 2. Město má i železniční spojení, nedaleko odtud prochází trať Tel Aviv – Haifa se stanicí v lokalitě Haifa Chof ha-Karmel, jež leží již ve správních hranicích Haify.

## Demografie
Tirat Karmel je středně velké sídlo městského typu. Po roce 1949 zažil skokový příliv obyvatelstva. Během 2. poloviny 50. let a znovu v 70. a 80. letech ale nastala populační stagnace střídaná s poklesem. Obnovení populačního růstu přinesla 90. léta. Od počátku 21. století počet obyvatel opět stagnuje. K 31. prosinci 2017 zde žilo 21 300 lidí. Územní plán umožňuje do roku 2020 zdvojnásobit počet obyvatel v Tirat Karmel na 40 000.
| Rok  | Obyvatelé |
| ---- | --------- |
| 1949 | 2 600     |
| 1950 | 5 250     |
| 1951 | 13 780    |
| 1952 | 13 780    |
| 1953 | 13 000    |
| 1954 | 13 000    |
| 1955 | 12 800    |
| 1956 | 12 000    |
| 1957 | 12 100    |
| 1958 | 12 100    |
| 1959 | 11 700    |
| 1960 | 11 100    |

| Rok  | Obyvatelé |
| ---- | --------- |
| 1961 | 10 850    |
| 1962 | 11 300    |
| 1963 | 11 900    |
| 1964 | 12 700    |
| 1965 | 12 900    |
| 1966 | 13 100    |
| 1967 | 13 100    |
| 1968 | 13 100    |
| 1969 | 13 200    |
| 1970 | 13 300    |
| 1971 | 13 800    |
| 1972 | 14 600    |

| Rok  | Obyvatelé |
| ---- | --------- |
| 1973 | 15 500    |
| 1974 | 15 500    |
| 1975 | 15 700    |
| 1976 | 15 700    |
| 1977 | 15 500    |
| 1978 | 15 500    |
| 1979 | 15 500    |
| 1980 | 15 600    |
| 1981 | 15 600    |
| 1982 | 15 500    |
| 1983 | 15 500    |
| 1984 | 15 600    |

| Rok  | Obyvatelé |
| ---- | --------- |
| 1985 | 15 300    |
| 1986 | 15 200    |
| 1987 | 15 000    |
| 1988 | 14 600    |
| 1989 | 14 600    |
| 1990 | 15 000    |
| 1991 | 15 800    |
| 1992 | 16 300    |
| 1993 | 17 200    |
| 1994 | 17 400    |
| 1995 | 17 595    |
| 1996 | 17 766    |

| Rok  | Obyvatelé |
| ---- | --------- |
| 1997 | 17 751    |
| 1998 | 17 854    |
| 1999 | 18 200    |
| 2000 | 18 342    |
| 2001 | 18 489    |
| 2002 | 18 700    |
| 2003 | 18 800    |
| 2004 | 18 900    |
| 2005 | 18 900    |
| 2006 | 18 700    |
| 2007 | 18 700    |
| 2008 | 18 600    |

| Rok  | Obyvatelé |
| ---- | --------- |
| 2009 | 18 600    |
| 2010 | 18 600    |
| 2011 | 18 300    |
| 2012 | 18 600    |
| 2013 | 18 700    |
| 2014 | 18 900    |
| 2015 | 19 300    |
| 2016 | 20 300    |
| 2017 | 21 300    |
| 2018 | 22 200    |

## Ekonomika
Ve městě má sídlo a výrobnu izraelská společnost Source, která se specializuje na výrobu outdoorových sandálů a hydratačních systémů (vodní vaky do batohů). Kromě Izraele vyváží své zboží do celého světa a její hydratační systémy využívá například izraelská armáda či americká námořní pěchota.